# Trzydziesty siódmy rząd Izraela
Trzydziesty siódmy rząd Izraela został wyłoniony przez XXV Kneset po wyborach parlamentarnych w 2022 roku. 29 grudnia 2022 roku nowy rząd Benjamina Netanjahu został zaprzysiężony i otrzymał wotum zaufania.
W skład rządu wchodzą Likud, Szas, Zjednoczony Judaizm Tory, Religijny Syjonizm, Żydowska Siła i No’am.

## Formowanie rządu
9 listopada 2022 roku prezydent Izraela Jicchak Herzog rozpoczął spotkania z przedstawicielami partii politycznych wybranych do Knesetu. W ich trakcie każda partia wskaże prezydentowi przywódcę formacji, który powinien sformować nowy rząd. Według oficjalnych wyników wyborów rząd zostanie najprawdopodobniej sformowany przez lidera Likudu Benjamina Netanjahu. Jego partia wraz z potencjalnymi koalicjantami posiada 64 posłów (Szas, Zjednoczony Judaizm Tory, Religijny Syjonizm, Żydowska Siła, No’am). Partie arabskie – Ra’am i Hadasz-Ta’al zapowiedziały, że nie wskażą żadnego kandydata. Pozostałe partie opozycyjne, tj. Ha-Machane ha-Mamlachti Beniego Ganca i Nasz Dom Izrael Awigodra Liebermana, nie określiły po wyborach, kto będzie ich kandydatem .
13 listopada prezydent Herzog powierzył, jako pierwszemu, Benjaminowi Netanjahu misję stworzenia izraelskiego rządu . Netanjahu zyskał poparcie 64 posłów. Ustępujący premier Ja’ir Lapid otrzymał poparcie 28 posłów, z Jest Przyszłość i Partii Pracy .

Netanjahu chciał powołać rząd do 16 listopada, jednak rozmowy przedłużyły się. Prezydent Stanów Zjednoczonych Joe Biden wyraził zaniepokojenie z faktu chęci przekazania tzw. ministerstw siłowych przedstawicielom narodowo-religijnych partii. Ministerstwo Bezpieczeństwa Wewnętrznego miałoby przypaść Ben-Gwirowi (Żydowska Siła), natomiast zainteresowanie objęciem stanowiska ministra obrony wyraził Becalel Smotricz (Religijny Syjonizm). Największe kontrowersje wywołała kandydatura Smotricza. Amerykanie uważają, że jest to polityk nieobliczalny i jego obecność w rządzie może utrudnić amerykańsko-izraelską współpracę. Ministerstwo Obrony w Izraelu ma kompetencje związane z osadnictwem żydowskim na Zachodnim Brzegu i administrowaniem tym obszarem. Smotricz podkreślił, że interesuje go wyłącznie to ministerstwo. Ben-Gwir zapowiedział natomiast, iż jego partia wejdzie do koalicji wyłącznie, kiedy będzie w niej Religijny Syjonizm  . Obecność w rządzie Smotricza i Ben-Gwira niepokoi również żydowską diasporę na świecie ze względu na nietolerowanie przez obu polityków liberalnych odłamów judaizmu .
16 listopada Netanjahu otrzymał kolejne warunki umowy koalicyjnej od Żydowskiej Siły. Likud zgodził się na serię retroaktywnych legalizacji nieautoryzowanych osiedli na Zachodnim Brzegu. Ponadto Netanjahu przystał na rozbudowę drogi nr 60, która przecina Zachodni Brzeg z północy na południe oraz rozszerzenie prawa, które nie nakazuje wnoszenia zarzutów przeciwko osobie używającej siły w celu obrony swojego domu oraz każdemu zapobiegającemu atakowi na bazę wojskową. W tym samym czasie duchowe przywództwo partii Szas oraz jej lider Arje Deri wysunęli żądania, aby w przyszłym rządzie Ministerstwo Finansów przypadło właśnie Deriemu. Z kolei ortodoksyjny Zjednoczony Judaizm Tory przedstawił Likudowi postulat, aby uchylić prawo zezwalające na wnoszenie chamecu i niekoszernej żywności na teren szpitala przez odwiedzających podczas święta Pesach.
20 listopada Religijny Syjonizm i Zjednoczony Judaizm Tory wniosły kolejny postulat w rozmowach koalicyjnych. Obie partie chcą, aby w organizowanych przez państwo wydarzeniach publicznych i w przestrzeni publicznej obowiązywała segregacja płciowa. Postulat ten dotyczy w szczególności komunikacji publicznej przejeżdżającej przez religijne dzielnice miast (miejsca dla kobiet zlokalizowane z tyłu autobusów), osobne klasy dla chłopców i dziewczyn w szkołach publicznych, osobne miejsca siedzące podczas wydarzeń państwowych .
27 listopada podano informację, że drugą partią, z którą Likud podpisał umowę koalicyjną, stała się No’am. Pierwszą była Żydowska Siła .
21 grudnia, w ostatni dzień okresu, w którym Netanjahu musiał uzgodnić szczegóły dotyczące przyszłego rządu, prezydent Herzog otrzymał informację o tym, iż Likudowi udało się ustalić wszystkie szczegóły w sprawie powołania rządu . Zgodnie z izraelskim prawem, Netanjahu po tym fakcie musiał zawiadomić przewodniczącego Knesetu, aby ten poinformował o tym parlament. Następnie na zaprzysiężenie nowego rządu Netanjahu będzie mieć siedem dni .
29 grudnia Netanjahu zaprzysiągł 37. rząd Izraela i otrzymał dla niego wotum zaufania przegłosowane przez 63 posłów (koalicja posiada 64 posłów). Na tym samym posiedzeniu Amir Ochanna został wybrany na nowego przewodniczącego Knesetu .
24 stycznia 2023 Arje Deri przestał sprawować funkcje ministra. Został odwołany przez premiera po decyzji Sądu Najwyższego, który stwierdził, że nie może piastować urzędu z powodu jego wyroków skazujących za przestępstwa podatkowe. Obowiązki ministra spraw wewnętrznych zaczął pełnić Micha’el Malki’eli, a ministra zdrowia Jo’aw Ben Cur. 12 października 2023 r. Izraelski parlament przegłosował poszerzenie rządu o pięciu ministrów z opozycyjnej dotąd partii i utworzenie przez to rządu jedności. Kneset zatwierdził nominacje na ministrów bez teki dla członków partii Jedność Narodowa: emerytowanych generałów i byłych szefów sztabu generalnego Beniego Ganca i Gadiego Ejzenkota, Gideona Saara, Hiliego Tropera i Jifat Szaszy-Biton. 
16 czerwca 2024 Beni Ganc oraz Gadi Ejzenkot odeszli z rządu.

## Skład rządu
| Funkcja                                              | Imię i nazwisko       | Imię i nazwisko    | Partia                        | Okres sprawowania urzędu | Okres sprawowania urzędu |
| Funkcja                                              | Imię i nazwisko       | Imię i nazwisko    | Partia                        | od                       | do                       |
| ---------------------------------------------------- | --------------------- | ------------------ | ----------------------------- | ------------------------ | ------------------------ |
| Premier                                              |                       | Benjamin Netanjahu | Likud                         | 29 grudnia 2022          |                          |
| Wicepremier                                          |                       | Jariw Lewin        | Likud                         | 29 grudnia 2022          |                          |
| Minister sprawiedliwości                             |                       | Jariw Lewin        | Likud                         | 29 grudnia 2022          |                          |
| Minister wywiadu                                     | 2 stycznia 2023       | Jariw Lewin        | Likud                         | 29 grudnia 2022          |                          |
| Minister wywiadu                                     |                       | Gila Gamli’el      | Likud                         | 2 stycznia 2023          | 18 marca 2024            |
| Minister bezpieczeństwa wewnętrznego                 |                       | Itamar Ben-Gewir   | Żydowska Siła                 | 29 grudnia 2022          |                          |
| Minister spraw strategicznych                        |                       | Ron Dermer         | bezpartyjny (nie jest posłem) | 29 grudnia 2022          |                          |
| Minister spraw zagranicznych                         |                       | Eli Kohen          | Likud                         | 29 grudnia 2022          | 1 stycznia 2024          |
| Minister spraw zagranicznych                         |                       | Jisra’el Kac       | Likud                         | 1 stycznia 2024          | 8 listopada 2024         |
| Minister spraw zagranicznych                         |                       | Gide’on Sa’ar      | Prawica Państwowa             | 8 listopada 2024         |                          |
| Minister obrony                                      |                       | Jo’aw Galant       | Likud                         | 29 grudnia 2022          | 8 listopada 2024         |
| Minister obrony                                      |                       | Jisra’el Kac       | Likud                         | 8 listopada 2024         |                          |
| Minister ds. diaspory                                |                       | Amichaj Szikli     | Likud                         | 29 grudnia 2022          |                          |
| Minister równości społecznej i poprawy stausu kobiet | 22 stycznia 2024      | Amichaj Szikli     | Likud                         | 29 grudnia 2022          |                          |
| Minister równości społecznej i poprawy stausu kobiet |                       | Maj Golan          | Likud                         | 22 stycznia 2024         |                          |
| Minister budownictwa i mieszkalnictwa                |                       | Jicchak Goldknopf  | Zjednoczony Judaizm Tory      | 29 grudnia 2022          |                          |
| Minister w biurze premiera                           |                       | Jicchak Goldknopf  | Zjednoczony Judaizm Tory      | 29 grudnia 2022          |                          |
|                                                      | Galit Distel-Atbarjan | Likud              | 29 grudnia 2022               |                          |                          |
| Minister Jerozolimy i dziedzictwa narodowego         |                       | Amichaj Elijjahu   | Żydowska Siła                 | 29 grudnia 2022          | 22 stycznia 2023         |
| Minister Jerozolimy i dziedzictwa narodowego         |                       | Me’ir Porusz       | Zjednoczony Judaizm Tory      | 22 stycznia 2023         |                          |
| Ministerstwo rolnictwa i rozwoju wsi                 |                       | Awi Dichter        | Likud                         | 29 grudnia 2022          |                          |
| Minister rozwoju peryferii Negewu i Galilei          |                       | Jicchak Waserlauf  | Żydowska Siła                 | 29 grudnia 2022          |                          |
| Minister komunikacji                                 |                       | Szlomo Kari        | Likud                         | 29 grudnia 2022          |                          |
| Minister kultury i sportu                            |                       | Miki Zohar         | Likud                         | 29 grudnia 2022          |                          |
| Minister edukacji                                    |                       | Jo’aw Kisz         | Likud                         | 29 grudnia 2022          |                          |
| Minister współpracy regionalnej                      | 29 grudnia 2022       | Jo’aw Kisz         | Likud                         | 28 marca 2023            |                          |
| Minister współpracy regionalnej                      |                       | Dawid Amsalem      | Likud (nie jest posłem)       | 28 marca 2023            |                          |
| Minister w Ministerstwie Edukacji                    |                       | Chajjim Biton      | Szas                          | 29 grudnia 2022          |                          |
| Minister ds. energii                                 |                       | Jisra’el Kac       | Likud                         | 29 grudnia 2022          |                          |
| Minister ochrony środowiska                          |                       | Idit Silman        | Likud                         | 29 grudnia 2022          |                          |
| Minister finansów                                    |                       | Becalel Smotricz   | Religijny Syjonizm            | 29 grudnia 2022          |                          |
| Minister w Ministerstwie Obrony                      |                       | Becalel Smotricz   | Religijny Syjonizm            | 29 grudnia 2022          |                          |
| Minister zdrowia                                     |                       | Arje Deri          | Szas                          | 29 grudnia 2022          | 24 stycznia 2023         |
| Minister spraw wewnętrznych                          |                       | Arje Deri          | Szas                          | 29 grudnia 2022          | 24 stycznia 2023         |
|                                                      | Mosze Arbel           | Szas               | 19 kweitnia 2023              |                          |                          |
| Minister alii i absorpcji                            |                       | Ofir Sofer         | Religijny Syjonizm            | 29 grudnia 2022          |                          |
| Minister pracy i opieki społecznej                   |                       | Ja’akow Margi      | Szas                          | 29 grudnia 2022          |                          |
| Minister w Ministerstwie Pracy i Opieki Społecznej   |                       | Jo’aw Ben Cur      | Szas                          | 29 grudnia 2022          | 30 stycznia 2023         |
| Minister zdrowia                                     | 24 stycznia 2023      | Jo’aw Ben Cur      | Szas                          |                          |                          |
| Minister zadań narodowych                            |                       | Orit Strok         | Religijny Syjonizm            | 29 grudnia 2022          |                          |
| Minister spraw religijnych                           |                       | Micha’el Malki’eli | Szas                          | 29 grudnia 2022          |                          |
| Minister spraw wewnętrznych                          | 24 stycznia 2023      | Micha’el Malki’eli | Szas                          |                          |                          |
| Minister innowacji, nauki i technologii              |                       | Ofir Akunis        | Likud                         | 29 grudnia 2022          | 18 marca 2024            |
| Minister innowacji, nauki i technologii              |                       | Gila Gamli’el      | Likud                         | 18 marca 2024            |                          |
| Minister turystyki                                   |                       | Chajjim Kac        | Likud                         | 29 grudnia 2022          |                          |
| Minister transportu i bezpieczeństwa drogowego       |                       | Miri Regew         | Likud                         | 29 grudnia 2022          |                          |
| Minister gospodarki i przemysłu                      |                       | Nir Barkat         | Likud                         | 29 grudnia 2022          |                          |
| Minister ds. Poprawy Statusu Kobiet                  |                       | Maj Golan          | Likud                         | 20 kwietnia 2023         | 22 stycznia 2024         |

Źródło: הממשלה ה-37, Kneset (dostęp: 30.12.2022).